# Richard Henyekane
Richard Henyekane (Kimberley, 28 de septiembre de 1983 - 7 de abril de 2015) fue un futbolista sudafricano que jugaba en la demarcación de delantero.

## Biografía
Debutó como futbolista en 2004, con 21 años, con el Golden Arrows. Jugó en el club durante seis años. Tan solo ganó la MTN 8 con el equipo, ganando en la final al Ajax Cape Town por 6-0, marcando el tercero gol del club en el minuto 49. En 2010 fichó por el Mamelodi Sundowns FC. Jugó en el club hasta 2014, año en el que se fue en calidad de cedido al Free State Stars FC, último club en el que militó.
El 7 de abril de 2015 falleció en un accidente de tráfico a los 31 años de edad.

## Selección nacional
Jugó un total de nueve partidos con la selección de fútbol de Sudáfrica. Debutó el 8 de septiembre de 2009 contra Irlanda en un partido amistoso que finalizó con un resultado de 1-0 a favor del combinado irlandés. Su último partido lo jugó el 2 de junio de 2013 contra Lesoto en un partido también en calidad de amistoso.

## Clubes
| Club                 | País      | Año         | Partidos | Goles |
| -------------------- | --------- | ----------- | -------- | ----- |
| Golden Arrows        | Sudáfrica | 2004 - 2010 | 119      | 35    |
| Mamelodi Sundowns FC | Sudáfrica | 2010 - 2014 | 44       | 5     |
| Free State Stars FC  | Sudáfrica | 2014 - 2015 | 32       | 7     |

## Palmarés

### Campeonatos nacionales
| Título                | Club                 | País      | Año  |
| --------------------- | -------------------- | --------- | ---- |
| MTN 8                 | Golden Arrows        | Sudáfrica | 2009 |
| Premier Soccer League | Mamelodi Sundowns FC | Sudáfrica | 2014 |

### Distinciones individuales
| Título                                      | Club          | País      | Año  |
| ------------------------------------------- | ------------- | --------- | ---- |
| Máximo goleador de la Premier Soccer League | Golden Arrows | Sudáfrica | 2009 |